# 2017년 철도
다음은 2017년 철도에 관한 목록이다.

## 사건사고
- 1월 4일 - 미국 뉴욕 롱아일랜드 레일로드 열차가 애틀랜틱 터미널 역에서 탈선하여 100여명이 다쳤다.
- 2월 12일 - 대한민국 부산 지하철 1호선 사하역 ~ 당리역 부근 터널에서 환풍기가 떨어져 전동차가 파손되었다.
- 4월 3일 - 러시아 상트페테르부르크 지하철에서 폭탄테러가 발생해 10여명이 사망하고 30여명이 부상을 입었다.

## 개통
- 1월 21일 - 대한민국의 수도권 전철 경의·중앙선 용문역 ~ 지평역 연장 구간.
- 9월 2일 - 대한민국 서울특별시 서울 경전철 우이신설선 개통.